# Pina Records
Pina Records, nota in precedenza come Pina Music, è un'etichetta discografica portoricana dedicata alla musica urbana, fondata dall'artista musicale Rafael Pina nel 1996. È una delle etichette discografiche reggaeton più longeve; nel 2026 festeggerà il suo 30° anniversario. Una delle etichette di maggior successo del genere, la Pina Records annovera tra i suoi artisti più importanti artisti del calibro di Daddy Yankee, Natti Natasha, Plan B e RKM & Ken-Y.

## Elenco
- Fran Rozzano
- Natti Natasha

## Produttori e compositori
- DJ Eliel
- Myztiko
- Lupo

## Artisti e produttori affiliati
- Haze
- Duran
- Mambo Kingz
- Tainy
- DJ Blass
- Luny Tunes
- DJ Luian
- Wise
- Ozuna